# Joe Hartmann
Joe Hartmann (rozený jako Josef Hartmann, 19. dubna 1901 Kostelec nad Labem – okolo 1975 Spojené státy americké) byl český podnikatel, cukrovarník, chemik a odborný spisovatel, člen protinacistického odboje během druhé světové války. Významně se, posléze jako předseda České společnosti pro průmysl cukerní a následně jako generální ředitel Akciovou společnost pro obchod cukrem, podílel na rozvoji oboru českého cukrovarnictví v období První republiky, i prostřednictvím svých obchodních kontaktů ve Spojených státech. Patřil ve své době také k nejbohatším podnikatelům v Československu a díky svému obchodnímu a odbornému umu si tak vysloužil přezdívku Cukrový král.

## Život

### Mládí
Narodil se v Kostelci nad Labem nedaleko Brandýsa v rodině cukrovarnického odborníka Richarda Hartmanna, a Anny, rozené Morávkové. Otec pocházel z Brna, v době Josefova narození v rozsáhlém kosteleckém cukrovaru, a později se později stal ředitelem rozsáhlé cukrovarnické společnosti Schoellerovy cukrovary v Praze. Josef získal dobré vzdělání v Praze, a následně také v západní Evropě (Německo, Francie, Belgie), kde absolvoval chemicko-technologická vysokoškolská studia zakončená doktorátem. Následně absolvoval pracovní praxi v cukrovarnictví, mj. v USA. Nadále pak převážně užíval anglickou podobu svého křestního jména, Joe.

### V Československu
Po vzniku Československa působil v Praze ve společnosti Schoellerovy cukrovary v Praze, kde působil ve vedoucí pozici jeho otec. Oženil se s Věrou Preissovou, nejmladší ze tří dcer bankéře Jaroslava Preisse, ředitele Živnostenské banky, politika a mj. spolupracovníka prezidenta T. G. Masaryka. Roku 1925 pak stanul v čele České společnosti pro průmysl cukerní, dceřiné společnosti Živnobanky. Ta byla pod jeho vedením roku 1934 nebo 1935 přeměněna na Akciovou společnost pro obchod cukrem, tehdy nejsilnější československou a exportní společnost. Hartmann pak dopomohl ke kontaktům v západní Evropě a také v Spojených státech amerických. Rovněž se přátelil v Americe pobývajícím Janem Masarykem. S Věrou se roku 1931 rozvedl.
Proslul jako význačná a známá osoba prvorepublikového života nejvyšších společenských vrstev. Byl majitelem rozsáhlých pozemků u Lomnice v Jeseníkách, někdejšího Lichtenštejnského panství, kde jej mj. navštěvoval Jan Masaryk. Sepsal rovněž několik děl odborné cukrovarnické literatury a zastával řadu funkcí v cukrovarnických spolcích a organizacích. Rovněž se roku 1933 podílel na založení Sdružení přátel Moderní galerie.
Koncem 30. let byla krátce jeho milenkou herečka Adina Mandlová. Té Hartmann darem zakoupil luxusní norkový kožich, ve kterém pak Mandlová hrála ve slavném filmu Kristián režiséra Martina Friče po boku Oldřicha Nového. Hartmannovo jméno se rovněž objevovalo v dobovém bulvárním tisku.

### Okupace Československa
Po obsazení tzv. Druhé republiky armádou nacistického Německa, vzniku Protektorátu Čechy a Morava a vypuknutí druhé světové války byly přerušeny Hartmannovy kontakty v USA, rovněž přišel o své pozemky v Jeseníkách. Po začátku okupace byl Hartmann součástí protinacistického odboje v okruhu premiéra Aloise Eliáše. Zde byl znám pod přezdívkou Cukr či Joe. Po Eliášově zatčení v rámci heydrichiády byl obviněn ze sabotáže, zatčen a krutě vyslýchán gestapem. Hrozil mu trest smrti, byl však posléze propuštěn. V červenci 1942 byl podruhé zatčen a odsouzen na devět měsíců vězení, přičemž nástup byl kvůli špatnému zdravotnímu stavu po výsleších a prvním věznění odložen. Ke konci války se pak skrýval ve Stříbrné Skalici v Posázaví.

### Po roce 1945
Po osvobození Československa v květnu 1945 byl zprvu obviněn z kolaborace a souzen, po prokázání odbojové činnosti a na zásah Jana Masaryka byl osvobozen. Posléze obdržel řadu státních vyznamenání, mj. Československý válečný kříž 1939. Oženil se téhož roku s Taťánou Klubalovou, dcerou pražského podnikatele Františka Klubala.
Následně se pokoušel obnovit někdejší obchodní struktury, což přerušil komunistický puč v únoru 1948. Hartmann byl krátce nato zbaven všech svých funkcí a následně začal být se svou rodinou politicky perzekvován, i se svou manželkou se pak musel skrývat, dost možná v prostorách britského velvyslanectví v Praze. V létě 1948 manželé Hartmannovi tajně uprchli do americké okupační zóny v Německu. Následně se pak usadili ve Spojených státech.

### Úmrtí
Joe Hartmann zemřel okolo roku 1975 v USA.